# Svalbards økonomi
Svalbards økonomi er domineret af kulminedrift, turisme og forskning. I 2007 var 484 personer ansat i minesektoren, 211 arbejdede i turismesektoren og 111 personer var ansat i uddannelsessektoren. Samme år gav minedrift en inddtægt på 2,008 mia. NOK, turisme gav 317 mio. NOK og forskning og uddannelse gav 142 mio. NOK i inddtægt. I 2006 var den gennemsnitlige indkomst for økonomisk aktive personer på Svalbard 494.700 NOK, hvilket var 23% højere end på hovedlandet.
Næsten alle boliger er ejet af forskellige arbejdsgivere og institutioner, og bliver udlejet til deres ansatte; der findes kun få privatejede huse, hvoraf størstedelen er fritidshuse. Det er derfor næsten umuligt at bo på Svalbard uden at arbejde for en etableret institution på øern. Svalbardtraktaten og Svalbardloven etablerede Svalbard som en økomisk frizone og demilitariseret zone i 1925.